# Diecezja M’banza-Kongo
Diecezja M’banza-Kongo – diecezja rzymskokatolicka w Angoli. powstała w 1984.

## Biskupi ordynariusze
- - Vicente Carlos Kiaziku, OFMCap (2009.01.05 - obecnie)
  - Serafim Shyngo-Ya-Hombo, OFMCap (1992.05.29 - 2009.01.05)
  - Afonso Nteka, OFMCap (1984.11.08 – 1991.08.10)